# Tiszaderzs
Tiszaderzs is een plaats (község) en gemeente in het Hongaarse comitaat Jász-Nagykun-Szolnok. Tiszaderzs telt 1387 inwoners (2002).